# Гоэс, Иоганн фон
Иоганн фон Гоэс (нем. Johann von Goëss; 10 февраля 1612, Брюссель, Испанские Нидерланды — 19 октября 1696, Рим, Папская область) — австрийский кардинал. Князь-епископ Гурка с 16 января 1676 по 19 октября 1696. Кардинал-священник с 1 сентября 1686, с титулом церкви Сан-Пьетро-ин-Монторио с 14 ноября 1689 по 19 октября 1696.